# Unione dei comuni delle Valli joniche dei Peloritani
L'Unione dei comuni delle Valli joniche dei Peloritani è un'unione di comuni della provincia di Messina, istituita nel 2004.
I comuni che vi fanno parte sono tutti situati nella zona sud-orientale della stessa provincia, precisamente sul versante jonico. Attualmente i comuni che vi aderiscono sono 11. Al momento della sua costituzione, l'Unione in questione constava di 18 comuni aderenti; dal 1º gennaio 2010, hanno deliberato di recedervi i comuni di Nizza di Sicilia, Fiumedinisi, Alì, Alì Terme, Itala, Scaletta Zanclea e nel 2016 anche Santa Teresa di Riva
L'Unione si propone come ente amministrativo intermedio tra la Regione Siciliana ed i comuni, in vista di una possibile futura abolizione delle provincie.
Organi dell'Unione dei Comuni delle Valli joniche dei Peloritani sono:
- Il presidente, che dura in carica due anni ed è eletto tra i sindaci dei comuni aderenti. Nell'anno 2023, è stato eletto presidente Marco Saetti (sindaco di Casalvecchio).
- La giunta, composta da quattro assessori, anch'essi scelti tra i sindaci dei comuni aderenti.
- L'assemblea consiliare composta da 22 consiglieri (due consiglieri comunali per ogni comune aderente), eletti in seno ai rispettivi consigli comunali. Presidente del consiglio dell'Unione è Noemi Palella, consigliere comunale di Antillo; la carica di vice presidente è ricoperta da Maria Vera Scarcella, consigliere comunale di Furci.

L'Unione è altresì dotata di organi consultivi, quali la Consulta Giovanile.
Comune capofila è Roccalumera, comune più popolato.
La sede è presso "Villa Genovesi", sita sulla Via Consolare Valeria a Sant'Alessio Siculo.
Attualmente i comuni che vi fanno parte sono i comuni della Valle d'Agrò e quelli della Valle del Pagliara, e precisamente:
| Comune              | Abitanti          | Superficie | Sindaco                  |
| ------------------- | ----------------- | ---------- | ------------------------ |
| Sant'Alessio Siculo | 1.460             | 6 km²      | Nunzio Giovanni Foti     |
| Forza d'Agrò        | 864               | 11 km²     | Bruno Miliadò            |
| Savoca              | 1.708             | 8 km²      | Massimo Stracuzzi        |
| Limina              | 735               | 9 km²      | Filippo Ricciardi        |
| Roccafiorita        | 184               | 1,14 km²   | Carmelo Concetto Orlando |
| Antillo             | 843               | 43 km²     | Davide Paratore          |
| Casalvecchio Siculo | 737               | 33 km²     | Marco Antonio Saetti     |
| Furci Siculo        | 3.199             | 17,85 km²  | Matteo Francilia         |
| Roccalumera         | 4.144             | 8,77 km²   | Gaetano Argiroffi        |
| Pagliara            | 1.123             | 14 km²     | Sebastiano Gugliotta     |
| Mandanici           | 588               | 11 km²     | Giuseppe Briguglio       |
| Totale abitanti     | Totale superficie | Densità    | --                       |
| 15.585              | --                |            |                          |